# Gongylidium soror
Gongylidium soror is een spinnensoort in de taxonomische indeling van de hangmatspinnen (Linyphiidae).
Het dier behoort tot het geslacht Gongylidium. De wetenschappelijke naam van de soort werd voor het eerst geldig gepubliceerd in 1993 door Konrad Thaler.